# Гиртоп (Леовський район)
Гиртоп (рум. Hîrtop) — село в Леовському районі Молдови. Входить до складу комуни, центром якої є село Беюш.